# ТТТ Рига
«ТТТ Рига» — латвийский женский баскетбольный клуб из города Рига, также известен под названием «Даугава». Является самым титулованным клубом Европы, СССР и Латвии.

## История
Клуб создан в 1958 году под названием «ТТТ Рига», что означает Трамвайно-троллейбусный трест Риги.

## Титулы
- Кубок чемпионов Европы 
  (18): 1960, 1961, 1962, 1964, 1965, 1966, 1967, 1968, 1969, 1970, 1971, 1972, 1973, 1974, 1975, 1977, 1981, 1982 
  (1): 1985
- Кубок Ронкетти 
  (1): 1987
- Восточноевропейская женская баскетбольная лига 
  (2):  2016, 2019
  (2): 2017, 2018
  (1): 2021
- Чемпионат СССР 
  (21): 1960, 1961, 1962, 1964, 1965, 1966, 1968, 1969, 1970, 1971, 1972, 1973, 1975, 1976, 1977, 1979, 1980, 1981, 1982, 1983, 1984 
  (3): 1974, 1978, 1986 
  (2): 1958, 1985
- Чемпионат Латвии 
  (16): 1992, 1993, 1995, 1999 (TTT/Rapa, 2-я команда), 2001, 2002, 2003, 2004, 2005, 2007, 2008, 2010, 2011, 2014, 2015, 2016 
  (8): 1994, 1996, 1997, 1998, 2006, 2009, 2012, 2013 
  (1): 2000 (TTT/Rapa, 2-я команда)
- Латвийско-эстонская лига 
  (7): 2014, 2015, 2016, 2017, 2018, 2019,2020
  (1): 2013
- Балтийская лига 
  (2): 1992, 1993, 
  (3): 1994, 2001, 2015 
  (4): 2002, 2004, 2007, 2008, 2009

В 2016 году в Риге проводился конкурс «Спортивный лауреат Риги», организованный Департаментом образования, культуры и спорта Рижской думы для выявления лучших спортсменов, тренеров, спортивных команд Риги за высокие достижения в спорте, а также за вклад в популяризацию спортивного образа жизни. Лучшей спортивной игровой командой Риги была признана баскетбольная команда «TTT Rīga».

## Состав
| \| Поз. \| № \| Гражд. \| Имя \| Дата рождения (возраст) \| Рост \| \| ---- \| -- \| ------ \| --------------------- \| ------------------------- \| ------ \| \| Ф \| 1 \| \| Аиша Сазерленд \| 18 августа 1990 (34 года) \| 187 см \| \| РЗ \| 4 \| \| Сидни Картер \| 18 ноября 1990 (34 года) \| 170 см \| \| З \| 5 \| \| Анда Эйбеле \| 30 июля 1984 (40 лет) \| 170 см \| \| Ф \| 7 \| \| Иева Кулите \| 2 августа 1984 (40 лет) \| 188 см \| \| Ф \| 8 \| \| Диана Страутмане \| 18 сентября 1998 (26 лет) \| 188 см \| \| З \| 9 \| \| Лиене Приеде \| 23 апреля 1990 (34 года) \| 180 см \| \| Ф \| 11 \| \| Рута Вейдере \| 1 мая 1994 (30 лет) \| 186 см \| \| З \| 15 \| \| Иева Крастина \| 22 июля 1990 (34 года) \| 172 см \| \| Ф \| 42 \| \| Луизе Септе \| 8 октября 1999 (25 лет) \| 180 см \| \| З \| 44 \| \| Байба Эглите \| 9 января 1989 (36 лет) \| 176 см \| \| Ф \| 53 \| \| Гунта Баско-Мелнбарде \| 27 апреля 1980 (44 года) \| 180 см \| \| Ц \| 77 \| \| Гедре Паугайте \| 15 июля 1990 (34 года) \| 190 см \| | Главный тренер - Айгарс Нерипс Ассистенты тренера - Янис Неспортс |             |                       |                           |        |
| Поз. | №                                                                 | Гражд.      | Имя                   | Дата рождения (возраст)   | Рост   |
| Ф | 1                                                                 | Флаг США    | Аиша Сазерленд        | 18 августа 1990 (34 года) | 187 см |
| РЗ | 4                                                                 | Флаг США    | Сидни Картер          | 18 ноября 1990 (34 года)  | 170 см |
| З | 5                                                                 | Флаг Латвии | Анда Эйбеле           | 30 июля 1984 (40 лет)     | 170 см |
| Ф | 7                                                                 | Флаг Латвии | Иева Кулите           | 2 августа 1984 (40 лет)   | 188 см |
| Ф | 8                                                                 | Флаг Латвии | Диана Страутмане      | 18 сентября 1998 (26 лет) | 188 см |
| З | 9                                                                 | Флаг Латвии | Лиене Приеде          | 23 апреля 1990 (34 года)  | 180 см |
| Ф | 11                                                                | Флаг Латвии | Рута Вейдере          | 1 мая 1994 (30 лет)       | 186 см |
| З | 15                                                                | Флаг Латвии | Иева Крастина         | 22 июля 1990 (34 года)    | 172 см |
| Ф | 42                                                                | Флаг Латвии | Луизе Септе           | 8 октября 1999 (25 лет)   | 180 см |
| З | 44                                                                | Флаг Латвии | Байба Эглите          | 9 января 1989 (36 лет)    | 176 см |
| Ф | 53                                                                | Флаг Латвии | Гунта Баско-Мелнбарде | 27 апреля 1980 (44 года)  | 180 см |
| Ц | 77                                                                | Флаг Литвы  | Гедре Паугайте        | 15 июля 1990 (34 года)    | 190 см |

## Известные баскетболистки
| - Ульяна Семёнова - Анете Екабсоне-Жогота - Ария Римбениеце - Дзидра Узтупе | - Хелена Хехта - Сильвия Кродере - Скайдрите Будовска - Тамара Карклиня |

## Тренеры
| - Ольгертс Альтбергс — 1955—1962 - Раймонд Карнитис — 1962—1987 - Андрис Пуркалнс — 1987—1988 - Юрис Гаркалнс — 1988—1991 - Янис Зелтинш — 1993—1994 - Юрис Гаркалнс — 1995—2000 - Майя Кублина — 1999—2000 | - Айнарс Звиргдиньш — 2001 - Юрис Гаркалнс — 2002 - Айнарс Чуксте — 2002—2005 - Айгарс Нерипс — 2006 - Айнарс Чуксте — 2007—2009 - Айгарс Нерипс — с 2009 |